# Pantina
Pantina (serbiska: Пантина, albanska: Pantinë) är ett samhälle i Kosovo. Det ligger i den norra delen av landet, 28 km nordväst om huvudstaden Priština. Pantina ligger 529 meter över havet och antalet invånare är 1 422.
Terrängen runt Pantina är kuperad åt nordväst, men åt sydost är den platt. Pantina ligger nere i en dal. Runt Pantina är det ganska tätbefolkat, med 222 invånare per kvadratkilometer. Närmaste större samhälle är Mitrovicë, 6,2 km nordväst om Pantina. Trakten runt Pantina består till största delen av jordbruksmark.